# Martina Šamadan
Martina Šamadan (* 11. September 1993 in Split) ist eine kroatische Volleyballspielerin.

## Karriere
Šamadan studierte von 2012 bis 2015 zunächst an der Virginia Commonwealth University und dann an der Seattle University. Nach ihrem Studium ging sie 2016 nach Rumänien und spielte für CS Volei Alba-Blaj. In der Saison 2017/18 war die Mittelblockerin bei HAOK Mladost Zagreb aktiv. Mit der kroatischen Nationalmannschaft nahm sie 2018 an der European Golden League und an der Weltmeisterschaft in Japan teil. In der Saison 2018/19 spielte sie in der italienischen Liga zunächst für Imoco Volley Conegliano. Im Januar 2019 wurde sie jedoch vom Ligakonkurrenten Yamamay Busto Arsizio verpflichtet. Der Verein gewann den CEV-Pokal, wobei Šamadan wegen ihres vorherigen Engagements in Conegliano jedoch nicht zum Einsatz kam. Im Sommer wechselte die Kroatin zum deutschen Meister Allianz MTV Stuttgart. 2020 ging sie zurück nach Italien zu Savino Del Bene Scandicci.
Zu Beginn ihrer Karriere spielte auch Beachvolleyball. 2011 nahm sie mit Zrinka Šutalo an der U20-Europameisterschaft in Tel Aviv-Jaffa teil. Mit Jea Turić gewann sie 2012 die kroatische Nachwuchsmeisterschaft. 2013 nahm sie mit Sara Radanović an der U23-Weltmeisterschaft in Mysłowice teil.